# República Soviética de Alsacia-Lorena
La República Soviética de Alsacia-Lorena (en francés: République des conseils d'Alsace-Lorraine; en alemán: Räterepublik Elsaß-Lothringen; en luxemburgués: D' Rotrepüblik Elsass-Lothrìnge) fue una república soviética de corta duración creada durante la Revolución alemana al final de la Primera Guerra Mundial en la Territorio Imperial de Alsacia y Lorena, que había sido parte del Imperio alemán desde 1871.
La república soviética fue fundada en el período de transición en que la región de Alsacia-Mosela pasó de Alemania a la soberanía francesa al final de la Primera Guerra Mundial. Los soldados alsacianos, especialmente a principios de 1918 se amotinaron en el campo de Beverloo el 12 de mayo de 1918. En noviembre, los acontecimientos internacionales estuvieron vinculados a los problemas internos, en particular, la revolución alemana.
A raíz de esta, los consejos marxistas de obreros y soldados (en alemán: Soldaten-und Arbeiterräte) se formaron en Mulhouse el 9 de noviembre, y en Colmar y Estrasburgo el 10 de noviembre, en paralelo a otros órganos creados en el ambiente general revolucionario por el final del Reich y a imitación de los soviets rusos equivalentes. Bajo el dominio alemán, el territorio que constituía el Reichsland (Territorio Imperial) de Alsacia-Lorena fue administrado directamente por el gobierno imperial de Berlín, y en 1911 se le concedió cierto grado de autonomía.  
El 8 de noviembre se transmitió en Estrasburgo, capital de Alsacia, la proclamación de una República de Consejos en Baviera. Inspirados por esto, miles de manifestantes se concentraron en la Plaza Kléber, la plaza principal de Estrasburgo, para aclamar a los primeros insurgentes que regresaban del norte de Alemania. Un tren controlado por los insurgentes fue bloqueado en el puente de Kehl y un comandante leal ordenó disparar contra el tren. Un insurgente murió, pero sus compañeros tomaron el control de la ciudad de Kehl. Desde Estrasburgo, la revolución se extendió por Alsacia y Lorena, y se establecieron soviéticos similares en Haguenau, Mulhouse, Sélestat, Colmar, Metz y otras ciudades.  
El Kaiser fue también el soberano local de la tierra, por lo que la abdicación de Guillermo II el 9 de noviembre implicó la caída de la monarquía a nivel nacional como a nivel regional, el 11 de noviembre entró en vigor el armisticio de Compiègne, que disponía, entre otras cosas, que el entonces Reichsland alemán de Alsacia-Lorena debía ser evacuado por las tropas alemanas en un plazo de 15 días. Aunque Guillermo no abdicó oficialmente hasta el 28 de noviembre de 1918, el estado imperial de Alsacia-Lorena, que estaba directamente subordinado al emperador en ausencia de su propio soberano, recibió de facto la independencia inmediata por la huida del jefe de Estado. En esta situación caótica el Landtage proclamó la autoridad suprema de la tierra con el nombre de Consejo Nacional. El Soviet de Estrasburgo, bajo el mando de Eugen Ricklin estableció el Consejo de Soldados de Estrasburgo y tomó el control de la ciudad declarando la independencia. Luego se estableció un consejo de trabajadores y soldados, presidido por el líder del sindicato de trabajadores de la cervecería. Banderas rojas ondearon por toda la ciudad, incluida la aguja de la catedral. Se declaró una amnistía y se proclamó la libertad de prensa. Los trabajadores de las fábricas se declararon en huelga, exigiendo salarios más altos; los soviets aumentaron los salarios por decreto contra la oposición de los propietarios de las fábricas. Mientras que el representante del SPD en el Reichstag de Colmar, Jacques Peirotes, anunció la creación del gobierno francés, pidiendo a los generales franceser París que enviase tropas rápidamente para restablecer el orden. 

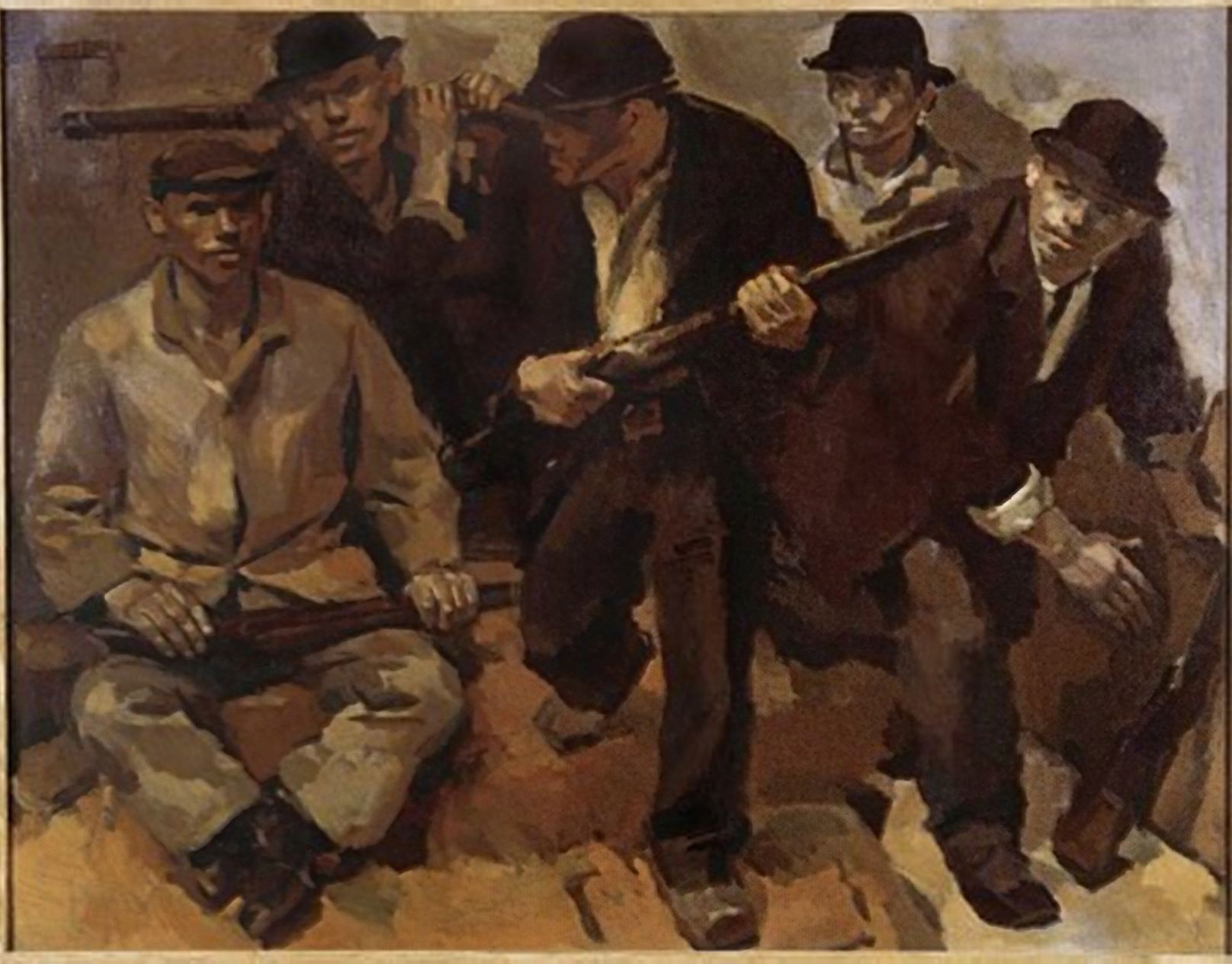
René Beeh (1886-1922), La Revolución (1918-1919, Museo de Arte Moderno y Contemporáneo de Estrasburgo)

Mientras que los consejos soviéticos se disolvieron con la salida de las tropas alemanas entre los días 11 y 22 de noviembre, la llegada del ejército francés bajo el mando del general Henri Gouraud estabilizó la situación: las tropas francesas pusieron a la región bajo ocupación militar y entraron en Estrasburgo el 21 de noviembre. El Consejo Nacional proclamó la anexión de Alsacia a Francia el 5 de diciembre, a pesar de que este proceso no tuvo reconocimiento internacional hasta la firma del Tratado de Versalles en 1919. Las huelgas fueron cesadas por la fuerza y los agitadores fueron arrestados. Las calles denominadas "Rue du 22 novembre" en Estrasburgo y Mulhouse conmemoran el regreso de Alsacia a Francia. La región perdió su autonomía recientemente adquirida y volvió al sistema francés centralizado como los departamentos de Mosela y Alto y Bajo Rin.
Ya en octubre de 1918, el canciller del Reich, Max von Baden, había ofrecido a los aliados una República independiente de Alsacia-Lorena con la intención de evitar que la zona fuera anexionada a Francia, pero ellos lo rechazaron.

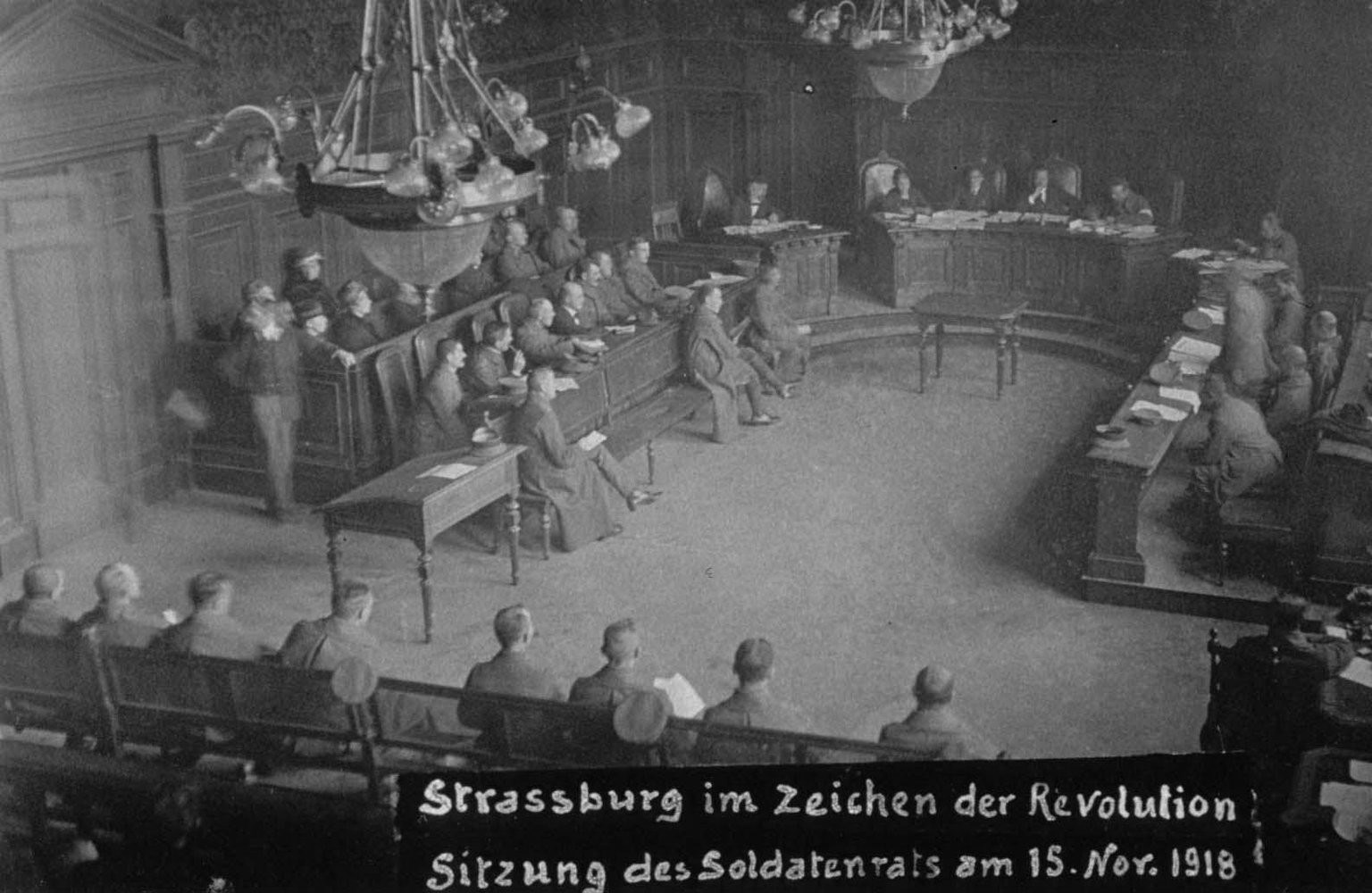
Reunión del Consejo de Soldados en Estrasburgo el 15 de noviembre de 1918

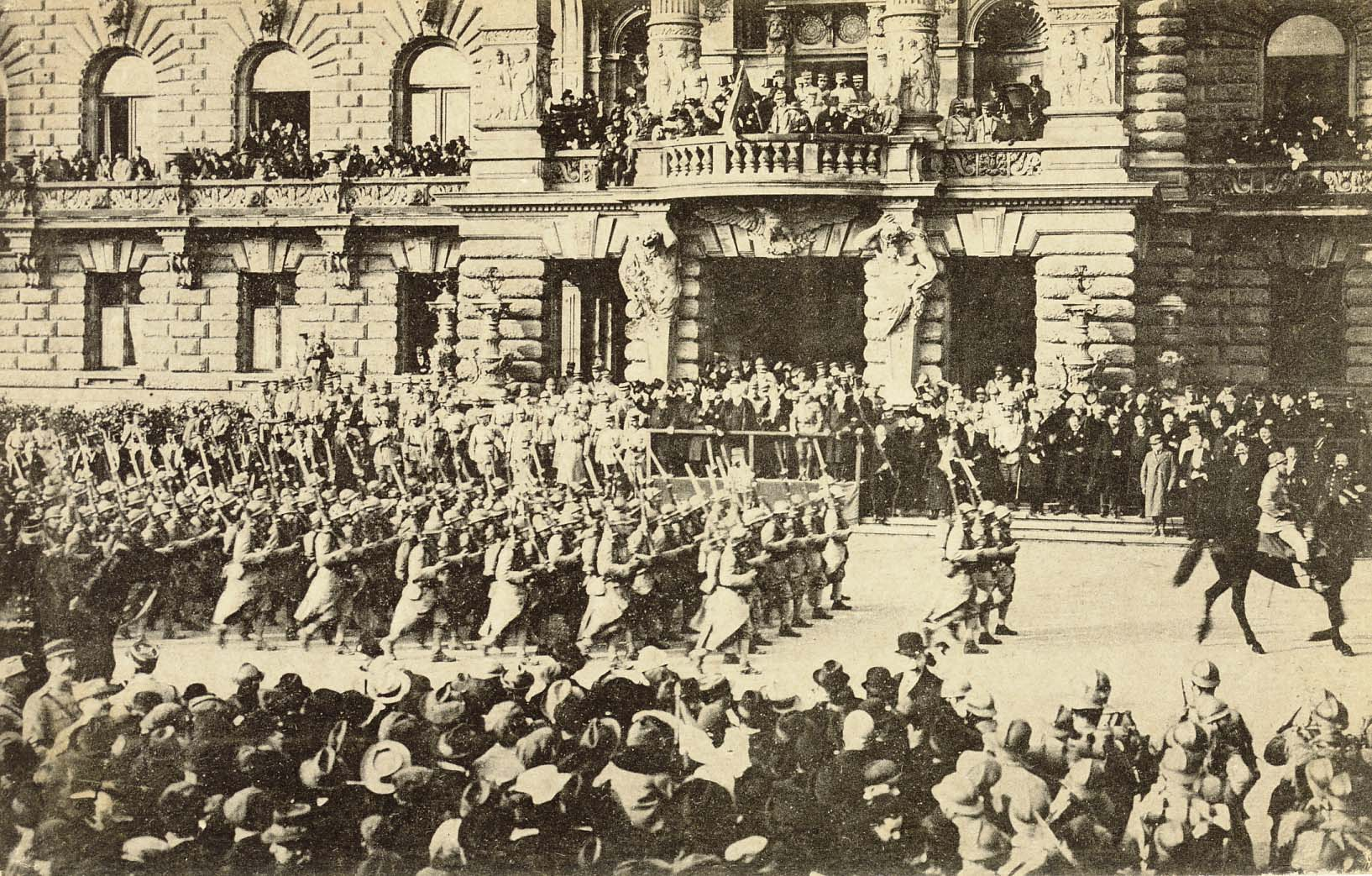
Entrada del 4.º ejército francés en Estrasburgo el 22 de noviembre de 1918

En octubre de 1918, la Armada Imperial Alemana, cuyos barcos de superficie habían permanecido en gran medida en el puerto después de la Batalla de Jutlandia (1916), recibió la orden de abandonar el puerto para luchar contra la Marina Real Británica. Sin embargo, las tropas navales se negaron a obedecer esto provocó un motín de los marineros en Kiel. Los amotinados se apoderaron del principal puerto militar y rápidamente se les unieron los trabajadores y los sindicatos. La revolución se extendió rápidamente por Alemania y derrocó a la monarquía en pocos días. En aquel momento, unos 15.000 alsacianos y lorenses se habían incorporado a la Armada Imperial. Varios de ellos se unieron a la insurrección y decidieron alzar la rebelión en su patria.

## La opinión pública en Alsacia
Cuando terminó la guerra la opinión pública estaba abrumadoramente a favor de Francia. En su diario, Charles Spindler muestra la alegría de sus compatriotas frente el desconcierto de los inmigrantes alemanes. El 6 de noviembre dice que su hermana volvió de Estrasburgo, donde compró cintas tricolores de papel: "Nosotros no vendemos más que eso, tanto en las tiendas alemanas como en las casas de Alsacia". El 8 de noviembre, después de escribir: "Los periódicos, como el Neue Zeitung y Elsässer proclaman la unión de Alsacia a Francia", añade, "siento una extraña sensación al leerlo impreso, hasta ahora nos lo decíamos en un susurro entre amigos."

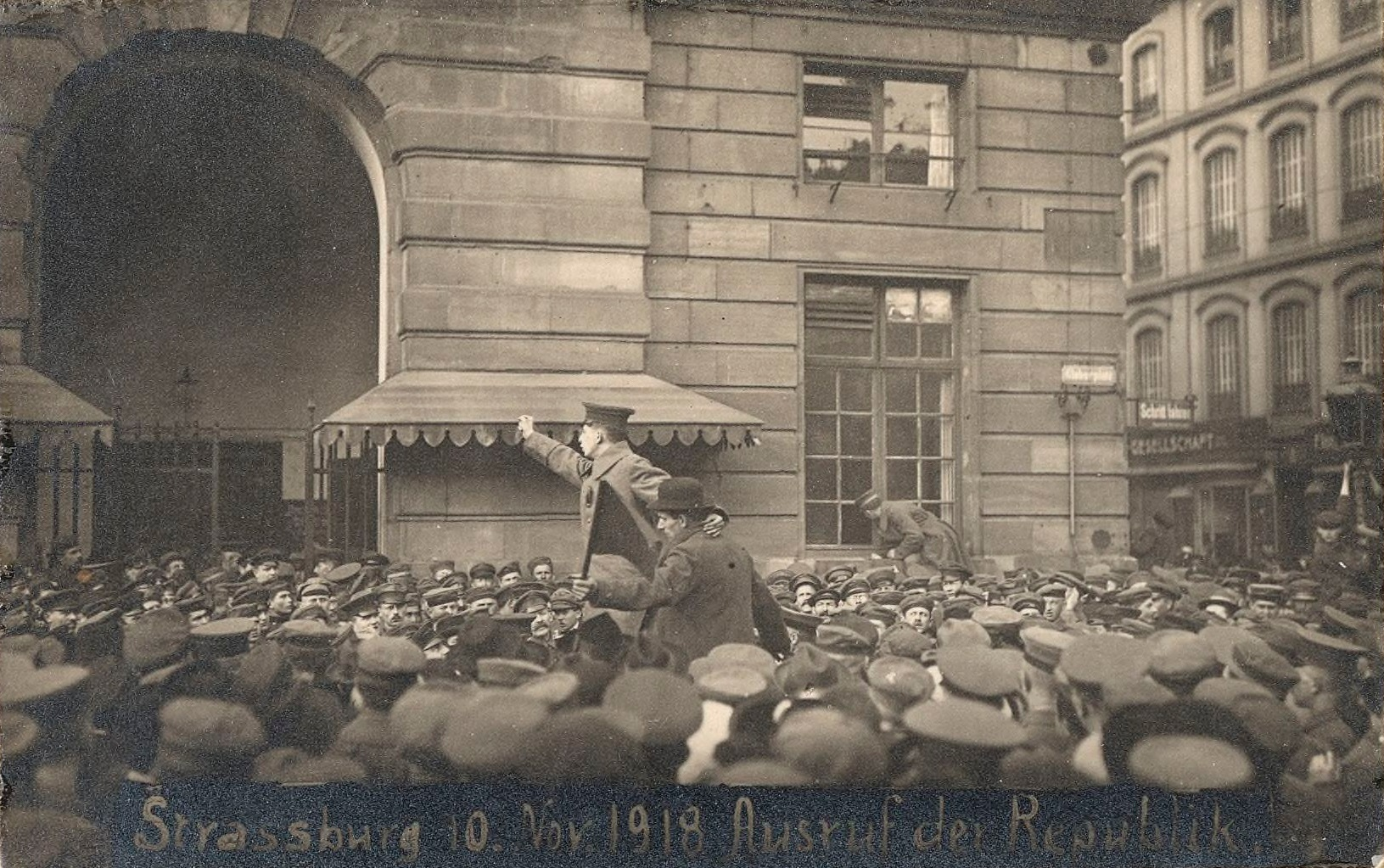
Proclamación de la República por el consejo de trabajadores y soldados en la plaza Kléber de Estrasburgo el 10 de noviembre de 1918.

El germanófilo Philippe Husser, dice en su diario el 16 de octubre, después de escribir: "Viajo por el periódico. La noticia es deprimente. Alemania perdió la guerra...", añade: "La mayoría espera - un poco el miedo - que Alsacia-Lorena, muy pronto sea francesa. Y explica este estado de ánimo en la conducta del ejército alemán en Alsacia: "Lo que es imperdonable es haber tratado a Alsacia como el país enemigo. ¿De quién es la culpa de la poca simpatía por Alemania, que fue rechazado en Alsacia-Lorena al inicio, se convirtió en su contrario durante la guerra, si no a la falta de respeto a las autoridades militares?" Los resultados de este comportamiento aparecen en otras partes de estas líneas de la mano de Johann von Dallwitz y Statthalter el 25 de febrero de 1918: "Las simpatías por Francia y la aversión contra los alemanes penetraron con asombrosa profundidad en los centros de la pequeña burguesía y los campesinos". El 2 de noviembre, leemos: "En las ciudades la alegría predominaba por la perspectiva de convertirse en francés. También tienen la intención de hacer todo tipo de reservas, especialmente en el campo. La razón es no estar listo para correr si no para pensar, en seguir los impulsos del corazón".
Pero el júbilo de Alsacia se encontró con el desánimo de los inmigrantes alemanes, especialmente horrorizados de que los acontecimientos iban demasiado rápido.
El 6 de noviembre Philippe Husser escribió: "Las familias de alemanes étnicos hacen sus maletas y se están preparando para salir. ¡Pero el paso a Sttutgart cuesta 3000 marcos! Otros tratan de hacerse pasar por alsacianos".
Inicialmente, la mayoría de los sectores de la población reaccionaron eufóricamente a la anexión a Francia, pero debido a la política francesa de asimilación, el resentimiento creció entre la población alsaciana, en particular, los habitantes que se habían trasladado a Alsacia-Lorena desde el resto del Imperio alemán desde 1871, que habían preferido una república independiente por temor a las represalias de los franceses. Esto fomentó un fuerte movimiento autonomista. En las elecciones a la Cámara de Diputados francesa, los autonomistas alsacianos, que cooperaron con el Partido Comunista y los nacionalistas bretones y corsos, obtuvieron la mayoría absoluta de los votos en todas las circunscripciones alsacianas. Los diputados y políticos que se pronunciaron a favor de la autonomía fueron a menudo condenados a largas penas de prisión por el Estado francés, y el líder del Partido Autonomista, Karl Roos, fue ejecutado el 7 de febrero de 1940 en Champigneulles, cerca de Nancy, por presunto espionaje.